# Indian Women's League
La Indian Women's League (IWL), ufficialmente nota come Hero Indian Women's League per ragioni di sponsorizzazione, è la massima serie del calcio femminile indiano.

## Storia
Dal 1991, il torneo di calcio femminile più importante in India è stato l'Indian Women's Football Championship. Il torneo è servito come l'equivalente femminile del Santosh Trophy, con gli stati in competizione l'uno contro l'altro.
Non c'era mai stata una lega nazionale di calcio organizzata per donne; tuttavia, i campionati sono stati avviati dalle associazioni statali per le donne. Il primo campionato di calcio statale femminile è stato istituito nel 1976 a Manipur. La Federcalcio indiana del Bengala Occidentale ha fondato la Calcutta Women's League nel 1993. Le leghe sono state avviate anche a Mumbai e Goa rispettivamente nel 1998 e nel 1999.
Nel 2014, dopo il successo della squadra femminile indiana, principalmente nel campionato femminile SAFF, è iniziata una spinta per avviare un campionato di calcio femminile, principalmente sulla falsariga dell'Indian Super League recentemente avviata e di successo. Club come Pune e Bengaluru avevano espresso interesse per l'adesione a un campionato femminile.
Fu in questo periodo che l'AIFF iniziò i piani per creare il campionato femminile in stile ISL.
Il 21 aprile 2016, oltre un anno dopo che l'AIFF ha avviato i piani per un campionato di calcio femminile, il presidente dell'AIFF, Praful Patel, ha affermato che un campionato di calcio femminile avrebbe preso il via nell'ottobre 2016 con sei squadre da decidere, con l'obiettivo di espandersi a otto squadre entro il 2017. Poco più di due mesi dopo, il 5 luglio 2016, l'AIFF ha organizzato un seminario per discutere la squadra nazionale femminile indiana e discutere il campionato di calcio femminile proposto. Cinque squadre dell'Indian Super League (Delhi Dynamos, Chennaiyin, Kerala Blasters, Pune City, Atlético de Kolkata) e tre squadre della I-League (Bengaluru, Aizawl, Mumbai) hanno partecipato al workshop. È stato annunciato che il campionato avrebbe caratterizzato le otto squadre in campionato e altri due posti sarebbero stati determinati attraverso un turno di pre-qualificazione.
Il 14 ottobre, l'AIFF ha annunciato che i turni preliminari per la Women's League sarebbero iniziati il 17 ottobre 2016 in cui dieci squadre sono divise in due gruppi di cinque squadre ciascuno, con il vincitore di ogni gruppo che si qualifica per le finali nazionali.

## Partecipanti

### Attuali
| Club             | Città       | Stadio                                     | Capacità | Fondazione | Esordio   | Note |
| ---------------- | ----------- | ------------------------------------------ | -------- | ---------- | --------- | ---- |
| East Bengal Club | Calcutta    | East Bengal Ground                         | 23 500   | 2001       | 2022-2023 |      |
| Gokulam Kerala   | Kozhikode   | Malappuram District Sports Complex Stadium | 30 000   | 2018       | 2018-2019 |      |
| HOPS             | Delhi       | Ambedkar Stadium                           | 15 000   | 2014       | 2022-2023 |      |
| Kickstart        | Bangalore   | Bangalore Football Stadium                 | 8 400    | 2016       | 2019-2020 |      |
| Odisha           | Bhubaneswar | Kalinga Stadium                            | 15 000   | 2022       | 2022-2023 |      |
| Sethu            | Madurai     | Tilak Maidan                               | 5 000    | 2016       | 2017-2018 |      |
| Sports Odisha    | Bhubaneswar | Capital Football Arena                     | 1 500    | 2011       | 2021-2022 |      |

### Passati
| Club                     | Città               | Stadio                   | Fondazione | Esordio   | Scioglimento | Note                                                |  |
| ------------------------ | ------------------- | ------------------------ | ---------- | --------- | ------------ | --------------------------------------------------- |  |
| Aizawl                   | Aizawl              |                          | 2016       | 2016-2017 |              |                                                     |  |
| Alakhpura                | Bawani Khera        |                          |            | 2016-2017 |              |                                                     |  |
| ARA                      | Ahmedabad           |                          |            | 2021-2022 |              |                                                     |  |
| Bangalore United         | Bangalore           |                          |            | 2018-2019 |              |                                                     |  |
| Baroda                   | Vadodara            | BFA Sports complex Gotri |            | 2017-2018 |              |                                                     |  |
| BBK Dav                  | Amritsar            |                          |            | 2019-2020 |              |                                                     |  |
| Bidesh XI                | Assonora            |                          |            | 2019-2020 |              |                                                     |  |
| Bodyline                 | Maharashtra         |                          |            | 2016-2017 |              |                                                     |  |
| Capital Complex          | Naharlagun          |                          |            | 2017-2018 |              |                                                     |  |
| Celtic Queens            | Pondicherry         |                          |            | 2022-2023 |              |                                                     |  |
| CRPF                     | Jalandhar           |                          |            | 2022-2023 |              |                                                     |  |
| Central SSB Women's      | Calcutta            |                          |            | 2018-2019 |              |                                                     |  |
| Chadney Sporting         | Bengala Occidentale |                          |            | 2017-2018 |              |                                                     |  |
| Eastern Sporting Union   | Manipur             |                          |            | 2016-2017 |              |                                                     |  |
| Hans Women's             | Delhi               |                          |            | 2017-2018 |              |                                                     |  |
| Indian Soccer Rush       | Maharashtra         |                          |            | 2017-2018 |              |                                                     |  |
| Indira Gandhi AS&E       | Pondicherry         |                          |            | 2016-2017 |              | cambio denominazione nel 2017 da Jeppiaar Institute |  |
| J&K State Sports         | Srinagar            |                          |            | 2017-2018 |              |                                                     |  |
| Kenkre                   | Mumbai              | Cooperage Ground         | 5 000      | 2019-2020 |              |                                                     |  |
| Kolhapur City            | Kolhapur            | Rajarshi Shahu Stadium   | 16 000     | 2018-2019 |              |                                                     |  |
| KRYPHSA                  | Manipur             |                          |            | 2016-2017 |              |                                                     |  |
| Manipur Police Sports    | Imphal              |                          |            | 2018-2019 |              |                                                     |  |
| New Quartz               | Odisha              |                          |            | 2016-2017 |              |                                                     |  |
| Odisha Police            | Bhubaneswar         |                          |            | 2019-2020 |              |                                                     |  |
| Panjim Footballers       | Panaji              |                          |            | 2018-2019 |              |                                                     |  |
| Rising Student           | Odisha              | Barabati Stadium         | 48 000     | 2016-2017 |              |                                                     |  |
| Royal Wahingdoh          | Meghalaya           |                          |            | 2016-2017 |              |                                                     |  |
| SAI Women                |                     |                          |            | 2017-2018 |              |                                                     |  |
| Sreebhumi                | Calcutta            |                          |            | 2019-2020 |              |                                                     |  |
| Sudeva Moonlight         | Delhi               |                          |            | 2016-2017 |              |                                                     |  |
| Unidet Warriors Sporting | Phagwara            |                          |            | 2017-2018 |              |                                                     |  |
| Uttar Pradesh            | Uttar Pradesh       |                          |            | 2016-2017 |              |                                                     |  |

## Albo d'oro

### Titoli per stagione
| Stagione           | Campione                                 | Risultato                                | Finalista                                | Sede della finale                        |
| ------------------ | ---------------------------------------- | ---------------------------------------- | ---------------------------------------- | ---------------------------------------- |
| 2016-2017 Dettagli | Eastern Sporting Union                   | 3-0                                      | Rising Student's Club                    | Ambedkar Stadium (Nuova Delhi)           |
| 2017-2018 Dettagli | Rising Student's Club                    | 1-1 (5-4 d.c.r.)                         | Eastern Sporting Union                   | Jawaharlal Nehru Stadium (Shillong)      |
| 2018-2019 Dettagli | Sethu                                    | 3-1                                      | Manipur Police SC                        | Guru Nanak Stadium, (Ludhiana)           |
| 2019-2020 Dettagli | Gokulam Kerala                           | 3-2                                      | KRYPHSA                                  | Bangalore Football Stadium, (Bengaluru)  |
| 2020-2021          | Cancellato causa la Pandemia di COVID-19 | Cancellato causa la Pandemia di COVID-19 | Cancellato causa la Pandemia di COVID-19 | Cancellato causa la Pandemia di COVID-19 |
| 2021-2022 Dettagli | Gokulam Kerala                           | 3-1                                      | Sethu                                    | Kalinga Stadium (Bhubaneswar)            |
| 2022-2023 Dettagli | Gokulam Kerala                           | 5-0                                      | Kickstart                                | EKA Arena (Ahmedabad)                    |
| 2023-2024 Dettagli | Odisha                                   |                                          | Gokulam Kerala                           |                                          |
| 2024-2025 Dettagli |                                          |                                          |                                          |                                          |

### Titoli per club
| Squadra                | Titoli | Anni                            |
| ---------------------- | ------ | ------------------------------- |
| Gokulam Kerala         | 3      | 2019-2020, 2021-2022, 2022-2023 |
| Eastern Sporting Union | 1      | 2016-2017                       |
| Rising Student         | 1      | 2017-2018                       |
| Sethu                  | 1      | 2018-2019                       |
| Odisha                 | 1      | 2023-2024                       |

## Andamento partecipanti (2016–2020)
| 1° | Vincitore                | Vincitore                | Vincitore                | Vincitore                | Vincitore                | Vincitore                |
| 2° | Finalista                | Finalista                | Finalista                | Finalista                | Finalista                | Finalista                |
| SF | Semifinalista            | Semifinalista            | Semifinalista            | Semifinalista            | Semifinalista            | Semifinalista            |
| GR | Gruppo (non qualificati) | Gruppo (non qualificati) | Gruppo (non qualificati) | Gruppo (non qualificati) | Gruppo (non qualificati) | Gruppo (non qualificati) |
| FR | Final Round              | Final Round              | Final Round              | Final Round              | Final Round              | Final Round              |
| R  | Ritirato                 | Ritirato                 | Ritirato                 | Ritirato                 | Ritirato                 | Ritirato                 |

- In verde solo chi passa al turno successivo

| Alakhpura              | SF        | -         | FR GR1 (6°) |  | 2 |
| Bangalore United       | -         | -         | FR GR2 (5°) |  | 1 |
| Baroda                 | -         | GR A (5°) | FR GR2 (6°) |  | 2 |
| Bodyline               | GR A (4°) | -         | -           |  | 1 |
| Capital Complex        | -         | R         | -           |  | 0 |
| Central SSB            | -         | -         | SF          |  | 1 |
| Chadney Sporting       | -         | GR B (4°) | -           |  | 1 |
| Eastern Sporting Union | 1°        | 2°        | -           |  | 2 |
| Gokulam Kerala         | -         | -         | SF          |  | 1 |
| Hans Womens            | -         | GR B (5°) | FR GR1 (3°) |  | 2 |
| Indira Gandhi AS&E     | FR (5°)   | FR (6°)   | -           |  | 2 |
| J&K State Sports       | -         | GR A (4°) | -           |  | 1 |
| Kolhapur City          | -         | -         | FR GR2 (3°) |  | 1 |
| KRYPHSA                | GR B (3°) | SF        | -           |  | 2 |
| Manipur Police         | -         | -         | 2°          |  | 1 |
| New Quartz             | GR A (3°) | -         | -           |  | 1 |
| Panjim Footballers     | -         | -         | FR GR1 (4°) |  | 1 |
| Rising Student         | 2°        | 1°        | FR GR1 (5°) |  | 3 |
| Royal Wahingdoh        | GR A (5°) | -         | -           |  | 1 |
| Rush Soccer            | -         | FR (7°)   | -           |  | 1 |
| SAI Women's            | -         | GR B (7°) | FR GR1 (4°) |  | 2 |
| Sethu                  | -         | SF        | 1°          |  | 2 |
| Sudeva Moonlight       | R         | -         | -           |  | 0 |
| United Warriors        | -         | GR B (3°) | -           |  | 1 |
| Uttar Pradesh          | GR B (4°) | -         | -           |  | 1 |